# Eppstein (Hessen)
Eppstein is een gemeente in de Duitse deelstaat Hessen, gelegen in de Main-Taunus-Kreis. De stad telt 13.620 inwoners.

## Geografie
Eppstein heeft een oppervlakte van 24,21 km² en ligt in het centrum van Duitsland, iets ten westen van het geografisch middelpunt. De stad/gemeente bestaat uit een aantal stadsdelen /dorpen: Eppstein, Bremthal, Ehlhalten, Niederjosbach en Vockenhausen. Het dorp Eppstein (ook wel "Alt-Eppstein") heeft een ruïne van een burcht (Burg Eppstein). In de heuvels bij het dorp ligt een bezienswaardige "Kaisertempel". Het dorp is middels de S-bahn goed bereikbaar vanuit Frankfurt.
In de middeleeuwen was er het Graafschap Eppstein, een Graafschap van het Heilige Roomse Rijk, in 1391 opgesplitst.
Bad Soden am Taunus · Eppstein · Eschborn · Flörsheim am Main · Hattersheim am Main · Hochheim am Main · Hofheim am Taunus · Kelkheim · Kriftel · Liederbach am Taunus · Schwalbach am Taunus · Sulzbach